# Architetture militari della Basilicata
Questa lista di architetture militari della Basilicata elenca castelli e torri della Basilicata.
Mappa di tutte le coordinate: OpenStreetMap  · Bing (max 200) - Esporta: KML  · GeoRSS  · microformat  · RDF

## castello
| immagine | Voce                               | località             | coordinate geografiche  | istanza di                                                                                 |
| -------- | ---------------------------------- | -------------------- | ----------------------- | ------------------------------------------------------------------------------------------ |
|          | castello di Lagopesole             | Avigliano            | 40.807082°N 15.733157°E | castello edificio militare museo museo nazionale italiano museo archeologico museo storico |
|          | castello di Bernalda               | Bernalda             | 40.403148°N 16.688092°E | castello                                                                                   |
|          | Castello Caracciolo                | Brienza              | 40.480749°N 15.625831°E | castello                                                                                   |
|          | Castello Fittipaldi                | Brindisi Montagna    | 40.607693°N 15.939102°E | castello                                                                                   |
|          | castello di Cancellara             | Cancellara           | 40.732129°N 15.922381°E | castello                                                                                   |
|          | Castello di Uggiano                | Ferrandina           | 40.501139°N 16.425129°E | castello                                                                                   |
|          | castello di Monteserico            | Genzano di Lucania   | 40.85464°N 16.149328°E  | castello                                                                                   |
|          | Castello Sichinulfo                | Grottole             | 40.598244°N 16.388506°E | castello                                                                                   |
|          | castello di Castrocucco            | Maratea              | 39.936555°N 15.749507°E | castello                                                                                   |
|          | Castello Tramontano                | Matera               | 40.663916°N 16.605953°E | castello                                                                                   |
|          | castello di Melfi                  | Melfi                | 40.998355°N 15.652814°E | castello                                                                                   |
|          | Castello del Malconsiglio          | Miglionico           | 40.567702°N 16.499593°E | castello                                                                                   |
|          | castello medioevale di Muro Lucano | Muro Lucano          | 40.753081°N 15.486202°E | castello                                                                                   |
|          | castello di Oppido                 | Oppido Lucano        | 40.765017°N 15.992298°E | castello                                                                                   |
|          | Castello marchesale                | Palazzo San Gervasio | 40.932612°N 15.989426°E | castello                                                                                   |
|          | castello di San Basilio            | Pisticci             | 40.321565°N 16.710415°E | castello                                                                                   |
|          | Castello di Isabella Morra         | Valsinni             | 40.167946°N 16.442016°E | castello                                                                                   |
|          | Castello aragonese                 | Venosa               | 40.961031°N 15.818253°E | castello                                                                                   |

## porta cittadina
| immagine | Voce                | località | coordinate geografiche  | istanza di      |
| -------- | ------------------- | -------- | ----------------------- | --------------- |
|          | Porta Venosina      | Melfi    | 40.993507°N 15.658312°E | porta cittadina |
|          | Porta Calcinaia     | Melfi    | 40.995971°N 15.651948°E | porta cittadina |
|          | porta Sant'Antolino | Melfi    |                         | porta cittadina |

## sito archeologico
| immagine | Voce            | località                      | coordinate geografiche                          | istanza di              |
| -------- | --------------- | ----------------------------- | ----------------------------------------------- | ----------------------- |
|          | Croccia-Cognato | provincia di Matera Accettura | 40.541694°N 16.149917°E 40.540922°N 16.150185°E | sito archeologico forte |

## torre
| immagine | Voce                     | località       | coordinate geografiche                          | istanza di |
| -------- | ------------------------ | -------------- | ----------------------------------------------- | ---------- |
|          | Torre normanna           | Craco          | 40.378482°N 16.440565°E                         | torre      |
|          | Torre Apprezzami l'Asino | Maratea        | 40.006966°N 15.681536°E 40.007229°N 15.681852°E | torre      |
|          | Torre Caina              | Maratea        | 39.943419°N 15.735506°E 39.943293°N 15.735839°E | torre      |
|          | Torre Santavenere        | Maratea        | 39.993676°N 15.69935°E                          | torre      |
|          | Torre dei Crivi          | Maratea        | 40.040979°N 15.650454°E                         | torre      |
|          | Torre di Acquafredda     | Maratea        | 40.030991°N 15.671766°E                         | torre      |
|          | Torre di Filocaio        | Maratea        | 39.9847°N 15.71105°E                            | torre      |
|          | Torre della Cisterna     | Melfi          |                                                 | torre      |
|          | Torre Guevara            | Potenza        | 40.640237°N 15.810097°E                         | torre      |
|          | Torre Molfese            | Sant'Arcangelo | 40.252109°N 16.2504°E                           | torre      |
|          | Torre normanna           | Tricarico      | 40.620378°N 16.147209°E                         | torre      |

## torre civica
| immagine | Voce                | località           | coordinate geografiche  | istanza di   |
| -------- | ------------------- | ------------------ | ----------------------- | ------------ |
|          | torre dell'Orologio | Rionero in Vulture | 40.924573°N 15.675482°E | torre civica |